# Baile Hill
Baile Hill est un tertre de construction humaine situé dans la région de Bishophill à York, en Angleterre. C'est le seul vestige de la motte castrale qui était connue sous le nom de Old Baile.

## Historique
Les origines de Baile Hill remontent à 1068. Après s'être emparé de York cette année-là, Guillaume le Conquérant fait construire un château du côté sud de la ville, près de la rivière Ouse. Puis, en réponse à une rébellion l'année suivante, un deuxième château est construit de l'autre côté de la rivière. Aucune preuve claire ne permet de déterminer lequel de ces deux châteaux a été construit en premier, mais on pense généralement que c'est celui qui se trouvait sur le site du futur château d'York, du côté est de la rivière, et qui fut suivi de Old Baile du côté ouest. En 1069, les deux châteaux sont détruits par les Danois, et presque immédiatement reconstruits par Guillaume.
Comme son homologue opposé, Old Baile était de conception motte castrale. La motte mesurait environ 40 pieds (12 m) de haut et 180 pieds (66 m) de diamètre, et était entourée d'un grand fossé. Un escalier menait à une structure en bois au sommet qui était entourée d'une clôture, également en bois. La cour se trouvait au nord-ouest de la motte et était rectangulaire. Tout autour se trouvait un rempart en terre et un fossé extérieur.
On pense que pendant longtemps le château n'a pas été utilisé régulièrement. Au XIIIe siècle, il est entre les mains de l'archevêque d'York et en 1322, l'archevêque Melton accepte de le défendre en temps de guerre. Vers 1340, une partie des remparts de la ville est construite le long des côtés sud-est et sud-ouest de Old Baile, incorporant les remparts et le fossé existants, cependant, ces défenses furent rarement utilisées. La seule occasion notable est le siège d'York en 1644 pendant la guerre civile, lorsque Baile Hill sert d'emplacement de tir royaliste. Mais en dehors de cela, Old Baile fut principalement utilisé pour les activités de pâturage et de loisirs, en particulier le tir à l'arc pendant la période médiévale.
Aujourd'hui, Baile Hill se trouve à la jonction de Baile Hill Terrace et de Cromwell Road. Les seules autres vestiges de l'ancien château sont deux légers creux dans les remparts de la ville, l'un à côté de Baile Hill et l'autre à proximité de Victoria Bar, qui indiquent l'emplacement de l'ancien fossé. Des maisons construites dans les années 1880 couvrent le reste de Old Baile.

### Sources
- (en) Cet article est partiellement ou en totalité issu de l’article de Wikipédia en anglais intitulé « Baile Hill » (voir la liste des auteurs).